# Oberbürgermeisterwahl in Würzburg 2025
Die Oberbürgermeisterwahl in Würzburg fand am 4. Mai 2025 statt. Da kein Kandidat die absolute Mehrheit erreichte, kam es am 18. Mai zu einer Stichwahl zwischen den beiden stimmenstärksten Bewerbern, Martin Heilig (Bündnis 90/Die Grünen) und Judith Roth-Jörg (CSU). In der Stichwahl setzte sich Martin Heilig mit 65 % der Stimmen durch und wurde damit zum ersten grünen Oberbürgermeister einer bayerischen Großstadt gewählt.

## Ausgangslage
Amtsinhaber war Christian Schuchardt, der sich 2020 bereits im ersten Wahlgang durchsetzen konnte. Im November 2024 gab er jedoch bekannt, zum Deutschen Städtetag wechseln zu wollen. Aufgrund seines angekündigten Amtsverzichts wurde die OB-Wahl vorgezogen. Eine Zusammenlegung mit der Bundestagswahl 2025 wurde vom Stadtrat abgelehnt, um eine klare Trennung kommunaler und bundespolitischer Themen zu gewährleisten.
Schuchardt galt als moderater und konsensorientierter Bürgermeister, der parteiübergreifend geschätzt wurde. Sein Rückzug stieß insbesondere in konservativen Kreisen auf Bedauern, während progressive Parteien die Chance sahen, das Rathaus neu zu besetzen.
Zum Zeitpunkt der Wahl bestand der Würzburger Stadtrat aus einer vielfältigen Parteienlandschaft, mit den stärksten Fraktionen von CSU, Grünen und SPD sowie kleineren Gruppierungen.

## Kandidaten
Zur Oberbürgermeisterwahl traten vier Kandidaten an.
| Name                       | Partei     | Beruf            |
| -------------------------- | ---------- | ---------------- |
| Martin Heilig              | Die Grünen | 2. Bürgermeister |
| Judith Roth-Jörg           | CSU        | 3. Bürgermeister |
| Claudia Stamm              | Parteilos  |                  |
| Eva von Vietinghoff-Scheel | SPD        |                  |

## Ergebnisse

### Erster Wahldurchgang
Am 4. Mai 2025 erhielt Martin Heilig (Bündnis 90/Die Grünen) mit 39,6 % die meisten Stimmen. Es folgten Judith Roth-Jörg (CSU) mit 23,9 %, Claudia Stamm (parteilos) mit 22,6 % und Eva von Vietinghoff-Scheel (SPD) mit 14,0 %. Da kein Kandidat die absolute Mehrheit erreichte, war eine Stichwahl erforderlich. Die Wahlbeteiligung lag bei 52,2 Prozent.

### Zweiter Wahldurchgang
Die Stichwahl zwischen Martin Heilig und Judith Roth-Jörg fand am 18. Mai 2025 statt. Martin Heilig setzte sich mit 65 % der Stimmen deutlich durch und wurde zum neuen Oberbürgermeister der Stadt Würzburg gewählt. Damit stellte erstmals eine bayerische Großstadt einen Oberbürgermeister der Grünen. Die Wahlbeteiligung lag bei 47,4 Prozent.

## Kontroverse
Im Vorfeld der Stichwahl geriet CSU-Kandidatin Judith Roth-Jörg in die Kritik, nachdem sie einen internen Kalendereintrag aus der Stadtverwaltung an die Presse weitergeleitet hatte. Der Eintrag, der ihr anonym über ihren Ehemann, den CSU-Fraktionsvorsitzenden im Stadtrat, zugespielt worden war, enthielt die Formulierung „Spielplatztour für Wahlkampf Herr Heilig“. Roth-Jörg leitete die Information an eine Lokalzeitung weiter, ohne die städtische Compliance-Stelle formell zu informieren.
Die Stadtverwaltung prüfte den Vorgang und stellte fest, dass kein Verstoß gegen das Neutralitätsgebot vorlag. Der Begriff „Wahlkampf“ sei zwar intern beanstandet worden, deute jedoch nicht auf eine unzulässige Amtshandlung hin. Kritiker warfen Roth-Jörg vor, mit der gezielten Weitergabe eines unbelegten Verdachts kurz vor der Wahl den politischen Gegner diskreditieren zu wollen.
Ihr Vorgehen wurde insbesondere deshalb hinterfragt, weil sie öffentlich erklärte, nie die Absicht gehabt zu haben, den Vorgang öffentlich zu machen, obwohl sie ihn selbst an die Presse weitergeleitet hatte. Beobachter werteten dies als strategischen Versuch, Zweifel an der Integrität ihres Mitbewerbers zu säen, was ihr selbst politische und mediale Kritik einbrachte.

## Reaktionen auf die Wahl
Der Wahlsieg von Martin Heilig wurde überregional als politisch bedeutsam eingeschätzt, da erstmals ein Vertreter der Grünen eine Großstadt in Bayern führt. Parteifreunde bezeichneten das Ergebnis als historischen Erfolg und Signal für eine ökologischere und sozialere Stadtpolitik.
Bayerns Ministerpräsident Markus Söder (CSU) gratulierte Heilig öffentlich, bezeichnete die Niederlage seiner Partei jedoch als Weckruf und kündigte eine Analyse der Gründe für das Wahlergebnis an.